# Anelaphus daedaleus
Anelaphus daedaleus es una especie de escarabajo longicornio del género Anelaphus, categorizada en la tribu Elaphidiini, de la subfamilia Cerambycinae. Fue descrita por Bates en 1874.

## Descripción
Mide 12-12,75 mm de longitud.

## Distribución
Se distribuye por Costa Rica, Guatemala, Honduras, México y Nicaragua.